# Hemeroblemma expandens
Hemeroblemma expandens är en fjärilsart som beskrevs av Walker 1858. Hemeroblemma expandens ingår i släktet Hemeroblemma och familjen nattflyn. Inga underarter finns listade i Catalogue of Life.